# شورحیات
شورحیات، روستایی است از توابع بخش مرکزی شهرستان آق‌قلا در استان گلستان ایران.که اکثراً آرماتوربندهستند

## جمعیت
این روستا در دهستان گرگان‌بوی قرار دارد و براساس سرشماری مرکز آمار ایران در سال ۱۳۸۵، جمعیت آن ۷۹۵ نفر (۱۶۷خانوار) بوده‌است.